# غوستاف لابس
غوستاف لابس (بالإنجليزية: Gustav Laabs) (مواليد 20 ديسمبر 1902 – وفيات 12 مارس 1980) كان قائدًا ألمانيًا من قوات الأمن الخاصة خلال الحقبة النازية. خلال الحرب العالمية الثانية، عمل كمشغل لشاحنة الغاز في معسكر الإبادة خيلمنو في وارثلاند. بصفته مشغلًا لشاحنة غاز، كان لابس متورطًا بشكل مباشر في الإبادة الجماعية لأكثر من 100000 رجل وامرأة وطفل، معظمهم من اليهود. في نوفمبر 1963، حوكم وأدين بارتكاب جرائم ضد الإنسانية، وحُكم عليه بالسجن 15 عامًا (تم تخفيضها لاحقًا إلى 13 عامًا) عن طريق محكمة إقليمية في محكمة مدينة بون الألمانية.

## حياته المبكره
ولد لابس في ألمانيا في 20 ديسمبر 1902، ولا يُعرف سوى القليل عن حياة لابس قبل بداية مسيرته العسكرية.

## قوات الأمن الخاصة النازية

### معسكر الإعتقال خيلمنو
أُمر لابس بالذهاب إلى معسكر الإعتقال خيلمنو حيث خدم بين أبريل 1942 ويناير 1945، وبدأ قيادة عربة الغاز في غضون أيام قليلة من وصوله. كان قد عمل سابقًا في مجمع المركبات في "Reichssicherheitshauptamt" ( المكتب الرئيسي لأمن الرايخ؛ RSHA) وتم نقله إلى زوندركوماندوس في بوزن (بوزنان باللغة البولندية)؛ كان عليه أن يوافق على التزام الصمت بشأن عمله هناك.
عندما ذهب لابس إلى مقر الجستابو في بوزن، أُبلغ أنه سيبدأ العمل في قوات الأمن الخاصة في خيلمنو. في اليوم التالي، التقى والتر بورميستر، الذي قاده مع رجل آخر من القوات الخاصة، هو أوسكار هيرينغ، إلى شومنو. يتألف المخيم، الواقع في كولموف، من مبنى للزراعة قديم ومساحة تقارب 3-4 كيلومترات من الغابات إلى الشمال الغربي من مبنى الزراعة. في اليوم التالي، قام إروين بورستينغر، رجل القوات الخاصة، المسؤول عن المركبات، بعرض المخيم للابس وهرينغ وطلب منهم اختبار قيادة عربات الغاز.
في جلسات استماع لاحقة، تحدث لابس عن كيفية تنفيذ عمليات القتل بالغاز. قاد عربة الغاز بجانب مبنى المزرعة وتم إحضار حوالي خمسين يهوديًا إلى العربة في وقت واحد. عندما تكون ممتلئه، يكون الباب الخلفي مقفلا. وتم توصيل خرطوم بين عادم عربة الغاز وفتحة في العربة. ثم طُلب من لابس تشغيل المحرك وتركه يعمل؛ استغرق الأمر حوالي 30 دقيقة حتى مات جميع الضحايا. ثم أمر لابس بالقيادة إلى منطقة مليئة بالأشجار في قرية كوو لتفريغ الجثث. ذهب ضابط شرطة مع لابس، في البداية، ليريه مكان تفريغهم: في مقبرة جماعية على بعد حوالي ثلاثة كيلومترات. تم إطلاق النار على أي شخص نجا من الغاز.

### إتلاف أدلة القتل الجماعي
في أوائل عام 1942، أمر الشتاندارتن فوهرر راينهارد هايدريش المهندس بول بلوبيل بقيادة زوندركوماندوس 1005، التي كلفت بحفر المقابر الجماعية لحرق الجثث. قُتل هيدريش بعد بضعة أشهر وتوقفت الخطط. في العام التالي، أصدر قائد القوات الخاصة النازية هاينريش هيملر أوامر بهدم جميع المقابر الجماعية في بولندا والاتحاد السوفيتي، دون ترك أي أثر للقتل الجماعي. بدأ عمل بلوبيل في خيلمنو، حيث حاولوا تدمير الجثث المستخرجة في قصف حريق، أثبتت هذه الطريقة عدم فعاليتها وقرر بلوبيل حرق الجثث على قضبان حديدية في حريق كبير. قال لابس لجلسة لاحقة في المحكمة إن مديري المعسكر أمروا بآلة لطحن العظام بعد الحرق. تم سكب رماد الجثث في نهر نير. ودمرت منطقة المقابر الجماعية وزرع أشجار جديدة.

## محاكمات خيلمنو والإدانة الجنائية
في نهاية نوفمبر 1963، حوكم لابس وعشرة أشخاص آخرين من محتشد اعتقال خيلمنو في محكمة بون المحكمة الإقليمية. تم اتهام لابس بقتل 100000 شخص في سيارة الغاز وإطلاق النار شخصيًا على عدد قليل من الناجين. في 30 مارس 1964، حُكم على لابس بالسجن 15 عامًا وخسر 10 سنوات من حقوق المواطنة لدوره في الهولوكوست. تم تخفيض عقوبته لاحقًا إلى 13 عامًا.